# Софія Шарлотта Вюртемберзька
Софія Шарлотта Вюртемберзька (нім. Sophie Charlotte von Württemberg, 22 лютого 1671 — 11 вересня 1717) — вюртемберзька принцеса з Вюртемберзького дому, донька герцога Вюртембергу Ебергарда III та графині Еттінген-Еттінгенської Марії Доротеї Софії, дружина герцога Саксен-Айзенаху Йоганна Георга II.

## Біографія
Народилась 22 лютого 1671 року у Штутгарті. Була восьмою дитиною та єдиною донькою в родині герцога Вюртембергу Ебергарда III та його другої дружини Марії Доротеї Софії Еттінген-Еттінгенської. Мала рідних старших братів Георга Фрідріха, Людвіга, Йоганна Фрідріха, а також вісьмох старших єдинокровних сиблінгів від першого шлюбу батька. Інші діти померли немовлятами до її народження. 
Втратила батька у 3-річному віці. Матір більше не одружувалася. Правителем Вюртембергу став старший єдинокровний брат Софії Шарлотти, Вільгельм Людвіг. Втім, вже у 1677 році він раптово помер у лазні, залишивши трон малолітньому сину Ебергарду Людвігу, при якому здійснювалося регентство.

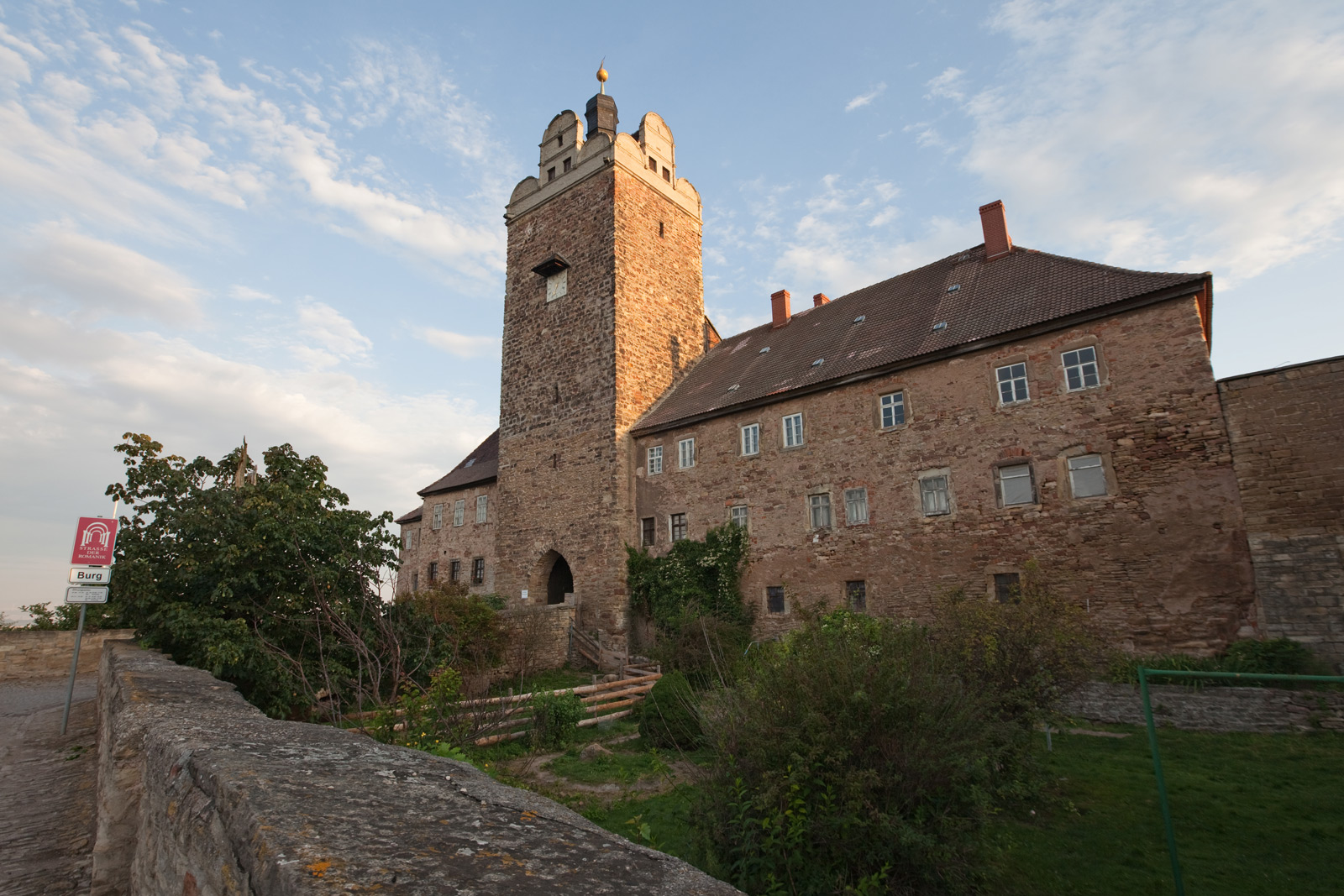
Альштедтський замок

У 17-річному віці Софія Шарлотта була видана заміж за 23-річного герцога Саксен-Айзенаху Йоганна Георга II. Весілля відбулося 20 вересня 1688 у місті Кірхгайм-унтер-Тек. Дітей у подружжя не було.
У листопаді 1698 року її чоловік помер від віспи. Новим герцогом Саксен-Айзенаху став його брат Йоганн Вільгельм.
У 1699 році амт Альштедт відійшов Саксен-Айзенаху, і Софія Шарлотта змогла використовувати Альштедтський замок як удовину резиденцію, переїхавши туди у травні.
Померла в Альштедті 11 вересня 1717 року. Була похована у князівській крипті церкви Святого Георга у Айзенаху.